# Equal Vision Records
La Equal Vision Records è un'etichetta discografica con sede ad Albany specializzata nella produzione di punk e hardcore.
L'etichetta fu fondata nel 1992 da Ray Cappo, componente storico degli Youth of Today, oltre che degli Shelter e dei Better Than a Thousand.
Inizialmente l'etichetta pubblicava unicamente lavori degli Shelter, ma nel 1992 fu comprata da Steve Reddy, sotto la cui direzione l'azienda mise sotto contratto gruppi hardcore come One King Down, Ten Yard Fight e Floorpunch. Alla fine degli anni novanta la Equal Vision acquisì ulteriore importanza pubblicando dischi di Bane, Trial, Converge e Saves the Day.
Nel luglio 2009 la Equal Vision ha creato una sottoetichetta, la Mantralogy Records, che si occuperà principalmente di gruppi Hare Krishna.

## Artisti
Artisti che sono o sono stati sotto contratto con la Equal Vision Records al 15 marzo 2022:

### Attuali
- All Get Out
- And So I Watch You From Afar
- As Cities Burn
- Bars of Gold
- Bitter Branches
- Calling All Captains
- Cherie Amour
- Concrete Castles
- Dead American
- Destroy Rebuild Until God Shows
- Donovan Melero
- Every Scar Has a Story
- Gideon
- Glacier Veins
- Greyhaven
- Hail the Sun
- Hopesfall
- Hot Water Music
- The Juliana Theory
- Kaonashi
- Murals
- Never Loved
- Night Verses
- Nova Charisma
- Peer Pleasure Podcast
- Picturesque
- Polyphia
- Scary Kids Scaring Kids
- The Vaughns
- Vagrants
- William Ryan Key
- Young Culture
- Zero Trust

### Passati
- 108
- ActionReaction
- Alexisonfire
- Alive in Wild Paint
- Another Victim
- Armor for Sleep
- As Friends Rust
- Bane
- Bars
- Bear Vs Shark
- Before Today
- Being As An Ocean
- Betrayed
- Black Cross
- Boysetsfire
- Breaking Pangaea
- Burn
- Chiodos
- Cinematic Sunrise
- Circa Survive
- CIV
- Closure in Moscow
- Codeseven
- Coheed and Cambria
- The Color Fred
- Converge
- Copper
- Craig Owens
- Crown of Thornz
- Damiera
- Davenport Cabinet
- Dear and the Headlights
- Drowningman
- Dustin Kensrue
- Earth Crisis
- Endicott
- Fairweather
- The Fall of Troy
- Fear Before
- Fivespeed
- Floorpunch
- Give Up the Ghost
- Good Clean Fun
- Goodbye Tomorrow
- H2O
- Hands Tied
- The Hope Conspiracy
- Hot Cross
- Jonah Matranga
- Killing Flame
- KING
- Liars Academy
- Life on Repeat
- Man Will Surrender
- Modern Life Is War
- Olympia
- One King Down
- Pierce the Veil
- Portugal. The Man
- Prema
- Prevent Falls
- The Prize Fighter Inferno
- Project Kate
- Refuse to Fall
- Refused
- The Rocking Horse Winner
- Saves the Day
- Seemless
- Set It Off
- Serpico
- Shelter
- Shift
- Sick of It All
- Silent Drive
- Sky Eats Airplane
- Sleep On It
- The Snake the Cross the Crown
- Snapcase
- The Sound of Animals Fighting
- The Stryder
- Ten Yard Fight
- Therefore I Am
- This Day Forward
- This Time Next Year
- Time in Malta
- Trial
- Understand
- Until the End
- Vaux
- Versus The Mirror
- Waterparks
- We Came as Romans
- Weerd Science
- Wind in Sails
- YouInSeries

## Compilation[3]
- 1995 – Kirtan Ecstasy
- 2000 – Equal Vision Records Label Sampler
- 2003 – Inventing the Scene
- 2008 – New Sounds 2008
- 2011 – New Sounds 2011

EVR Summer 2013 Sampler
- 2013 – New Sounds 2013 Vol. 1
- 2013 – New Sounds 2013 Vol. 2